# Henrique Távola
Henrique Távola foi um pintor e fotógrafo brasileiro do começo do século XX, que atuava principalmente na área da fotopintura, com seus serviços sendo divulgados nos jornais.

## Carreira
Henrique Távola produziu várias pinturas para o Museu Republicano de Itu, onde tem obras expostas na Galeria dos Convencionais, e para o Museu Paulista, convidado pelo então diretor da instituição Afonso d'Escragnolle Taunay. Algumas de suas obras para o museu foram baseadas em fotografias como fontes históricas.
É o caso de obras como Corte de Tropa - Feira de Sorocaba e Retrato de Manoel Eufrásio de Azevedo Marques.